# Patriz Ilg
Patriz Ilg (Aalen-Oberalfingen, 5 dicembre 1957) è un ex siepista e mezzofondista tedesco, campione mondiale dei 3000 m siepi a Helsinki 1983.

## Biografia
Nella sua carriera è stato campione mondiale dei 3000 siepi nel 1983 a Helsinki (con il tempo di 8'15"06, suo primato personale), campione europeo nel 1982, vicecampione europeo nel 1978, bronzo nel 1986 (sempre nei 3000 siepi) e campione europeo indoor nel 1982 nei 3000 metri piani.
È stato per otto volte campione della Repubblica Federale di Germania: 1978, 1980, 1981, 1982, 1985, 1986, 1987 e 1988.
Ha vinto anche un'edizione della Corsa internazionale di San Silvestro di Bolzano (oggi, BOclassic) nel 1977, quando si correva sulla distanza dei 13 km.

## Palmarès
| Anno | Manifestazione | Sede      | Evento      | Risultato | Prestazione | Note                          |
| ---- | -------------- | --------- | ----------- | --------- | ----------- | ----------------------------- |
| 1978 | Europei        | Praga     | 3.000 siepi | Argento   | 8'16"9      |                               |
| 1982 | Europei indoor | Milano    | 3.000 metri | Oro       | 7'53"50     |                               |
| 1982 | Europei        | Atene     | 3.000 siepi | Oro       | 8'18"52     |                               |
| 1983 | Mondiali       | Helsinki  | 3.000 siepi | Oro       | 8'15"06     | Miglior prestazione personale |
| 1986 | Europei indoor | Madrid    | 3.000 metri | 6º        | 8'01"06     |                               |
| 1986 | Europei        | Stoccarda | 3.000 siepi | Bronzo    | 8'16"92     |                               |
| 1987 | Mondiali       | Roma      | 3.000 siepi | 12º       | 8'38"46     |                               |

## Campionati nazionali
1978
- Oro ai campionati tedeschi, 3000 m siepi - 8'20"90

1983
- Bronzo ai campionati tedeschi, 3000 m siepi - 8'41"30

1984
- Bronzo ai campionati tedeschi, 3000 m siepi - 8'40"53
- Oro ai campionati tedeschi indoor, 3000 m indoor - 7'54"88

1985
- Oro ai campionati tedeschi, 3000 m siepi - 8'20"47

1988
- Oro ai campionati tedeschi, 3000 m siepi - 8'23"19

## Altre competizioni internazionali
1977
- Oro alla BOclassic ( Bolzano) - 38'33"

1981
- Bronzo all'ISTAF Berlin ( Berlino), 3000 m siepi - 8'23"60

1982
- Oro all'ISTAF Berlin ( Berlino), 3000 m siepi - 8'17"04